# Jimmy Wang
Jimmy Wang, właśc. Wang Yeu-tzuoo (chiń. 王宇佐; pinyin Wáng Yǔzuǒ) (ur. 8 lutego 1985) – tajwański tenisista, reprezentant kraju w Pucharze Davisa.
Wang Yeu-tzuoo karierę zawodową rozpoczął w roku 2001. W grze pojedynczej wygrał pięć turniejów rangi ATP Challenger Tour i siedem rangi ITF Men’s Circuit. Najwyżej sklasyfikowany w rankingu singlistów był 6 marca 2006 roku na 85. miejscu, natomiast w zestawieniu deblistów 22 lipca 2013 roku zajmował 190. pozycję.
W 2001 roku osiągnął finały Australian Open i US Open oraz półfinał Wimbledonu w grze pojedynczej chłopców.

## Starty wielkoszlemowe (gra pojedyncza)
| Turniej         | 2004 | 2005 | 2006 | 2007 | 2008 | 2009 | 2010 | 2011 | 2012 | 2013 | 2014 | 2015 | Wygrane turnieje | Bilans w turnieju |
| --------------- | ---- | ---- | ---- | ---- | ---- | ---- | ---- | ---- | ---- | ---- | ---- | ---- | ---------------- | ----------------- |
| Australian Open | –    | 1R   | 2R   | LQ   | LQ   | –    | –    | –    | LQ   | LQ   | 1R   | 1R   | 0 / 4            | 1–4               |
| French Open     | –    | –    | 1R   | –    | –    | –    | –    | –    | LQ   | LQ   | –    | –    | 0 / 1            | 0–1               |
| Wimbledon       | 1R   | –    | 2R   | 2R   | LQ   | –    | –    | –    | 1R   | 2R   | 3R   | LQ   | 0 / 6            | 5–6               |
| US Open         | –    | –    | 1R   | LQ   | –    | –    | –    | –    | 2R   | LQ   | LQ   | –    | 0 / 2            | 1–2               |